# Ernesto Lecuona
Ernesto Lecuona y Casado (Guanabacoa, 6 agosto 1895 – Santa Cruz de Tenerife, 23 novembre 1963) è stato un pianista e compositore cubano.
A volte chiamato il "Fryderyk Chopin di Cuba" oppure il "Liszt di Cuba," e anche Il "Gershwin cubano".
Lecuona scrisse più di seicento canzoni conosciute a livello globale, come Malagueña (1927), Andalucía (La Brisa y Yo) (1929), Siboney (1929) (inserita anche nel film di Fellini Amarcord), Maria La O (1930) grande successo di Alberto Rabagliati che nel 1934 era nell'orchestra "Lecuona Cuban Boys Band", Karabali (1933), Siempre en mi Corazon (1942), e moltissime altre.

## Biografia

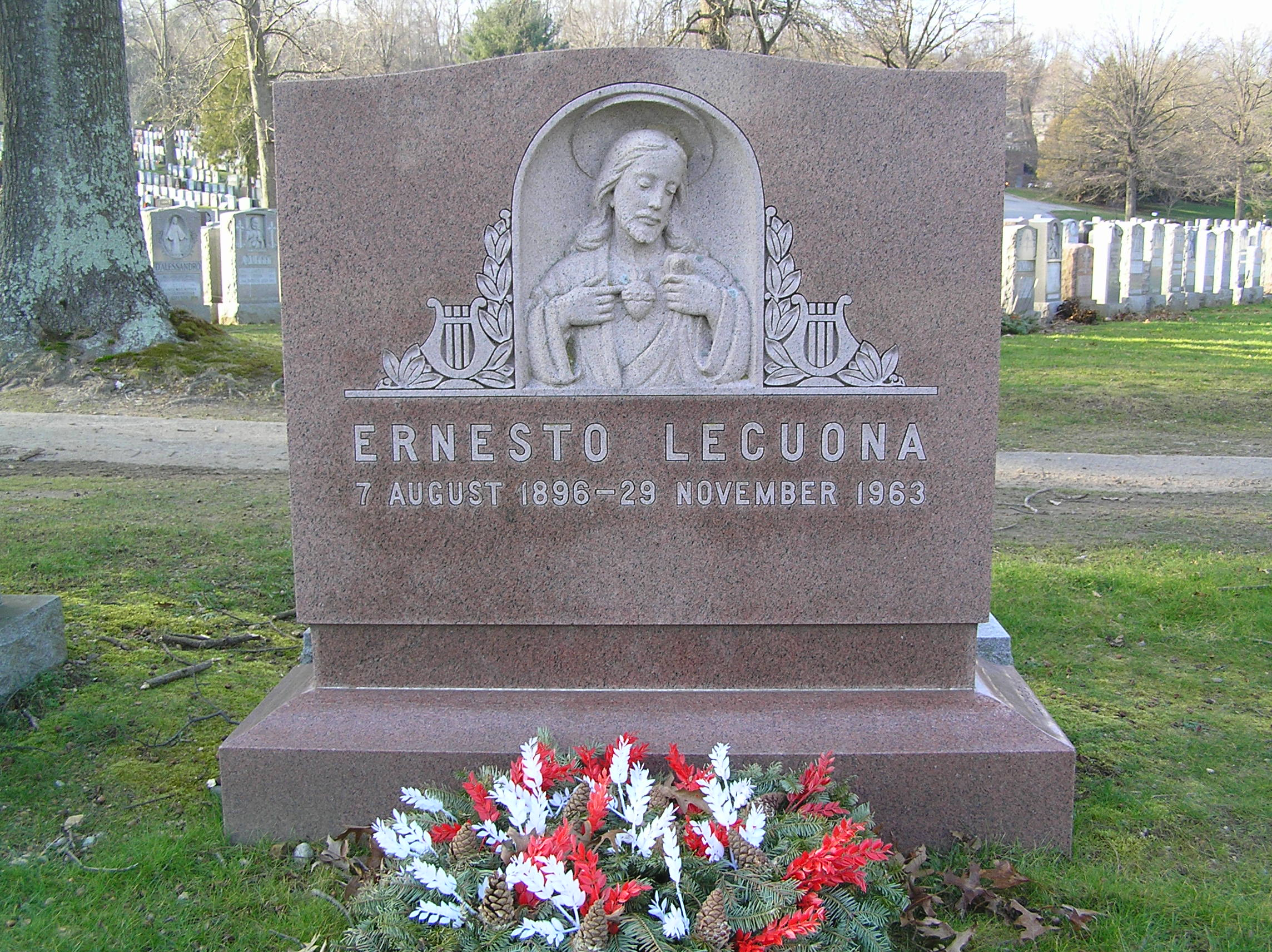
Tomba di Ernesto Lecuona

Con l'ascesa al potere di Fidel Castro, Lecuona lasciò Cuba nel 1960 senza farvi più ritorno. Si trasferì a Tampa, Florida. Mentre era in visita alla tomba del padre, nelle Isole Canarie, morì per un attacco di asma, che l'aveva perseguitato tutta la vita.
Lecuona è sepolto nel Gate of Heaven Cemetery, Hawthorne, Westchester County, New York.

## Premi e riconoscimenti
Il suo nome è stato inserito nella Songwriters Hall of Fame

## Composizioni scelte

### Pianoforte
- Suite Andalucía
  - Córdova/Córdoba
  - Andalucía/Andaluza
  - Alhambra
  - Gitanerías
  - Guadalquivir
  - Malagueña
- San Francisco El Grande
- Ante El Escorial
- Zambra Gitana
- Aragonesa
- Valencia Mora
- Aragón

### Walzer
- Si menor (Rococó)
- La bemol
- Apasionado
- Crisantemo
- Vals Azul
- Maravilloso
- Romántico
- Poético

### Altri
- Afro-Cuban suite
- Ahí viene el chino
- Al fin te vi
- Amorosa
- Andar
- Aquí está
- Arabesque
- Bell Flower
- Benilde
- Burlesca
- Canto del guajiro
- Cajita de música
- Como el arrullo de palma
- Como baila el muñeco
- Dame tu amor
- Danza de los Ñáñigos
- Danza Lucumí
- Diario de un niño
- Ella y yo
- ¡Échate pa'llá María!
- El batey
- El miriñaque
- El sombrero de yarey
- El tanguito de Mamá (también llamada A la Antigua)

- En tres por cuatro
- Eres tú el amor
- Futurista
- Gonzalo, ¡no bailes más!
- Impromptu
- La 32
- La primera en la frente
- La Comparsa
- La conga de medianoche
- La Habanera
- La danza interrumpida
- La mulata
- La negra Lucumí
- La Cardenense
- Los Minstrels
- Lola Cruz
- Lola está de fiesta
- Lloraba en sueños
- Mazurka en glissado
- Melancolía
- Mientras yo comía maullaba el gato
- Mis tristezas
- Malagueña
- Muneca de Cristal
- Muñequita

- Negra Mercé
- Negrita
- ¡No hables más!
- No me olvides
- No puedo contigo
- Noche Azul
- Orquídeas
- Pensaba en ti
- Polichinela
- ¿Por qué te vas?
- en la noche
- ¡Que risa me da!  Mi abuela bailaba así
- Rapsodia Negra
- Rosa, la china
- Tú serás
- Tres miniaturas
- ¡Y la negra bailaba!
- ¡Y sigue la lloviznita!
- Yo soy así
- Yumurí
- Zapateo y guajira
- Zenaida

## Spartiti musicali
- Ernesto Lecuona (compositore), Mario Carta e Enrico Cagna Cabiati, Cordoba: for 2 pianos, New York, E.B. Marks Comp., 2017  [1949], OCLC 1012773974.
- Ernesto Lecuona (compositore), Mario Carta e Enrico Cagna Cabiati, Cordoba: from the Spanish suite Andalucia, New York, E.B. Marks Comp., 1949, OCLC 29906773.
- Ernesto Lecuona (compositore), Mario Carta e Enrico Cagna Cabiati, Danza Lucumi for two pianos four hands, New York, E.B. Marks Comp., 1949, OCLC 36463890.